# Alhóndiga
Alhóndiga è un comune spagnolo di 158 abitanti (2022) situato nella comunità autonoma di Castiglia-La Mancia.